# Grant James
Grant James (Alamosa, 17 de agosto de 1987) es un deportista estadounidense que compitió en remo.
Ganó dos medallas en el Campeonato Mundial de Remo en los años 2013 y 2014, ambas en la prueba de cuatro sin timonel. Participó en los Juegos Olímpicos de Londres 2012, ocupando el cuarto lugar en el ocho con timonel.

## Palmarés internacional
| Campeonato Mundial | Campeonato Mundial       | Campeonato Mundial | Campeonato Mundial |
| Año                | Lugar                    | Medalla            | Prueba             |
| ------------------ | ------------------------ | ------------------ | ------------------ |
| 2013               | Chungju (Corea del Sur)  | Medalla de bronce  | Cuatro sin timonel |
| 2014               | Ámsterdam (Países Bajos) | Medalla de plata   | Cuatro sin timonel |